# Circuit de Spa-Francorchamps
A Circuit de Spa-Francorchamps egy versenypálya, amely Belgiumban, Francorchamps, Malmédy és Stavelot városok közelében, az Ardennek erdeiben, a belga-német határtól 20 kilométerre helyezkedik el.
Ez a pálya ad otthont a belga nagydíjnak, amelyet 1925 óta majdnem minden évben itt rendeztek meg. A Formula–1-es futam mellett a pálya két tradicionális sporteseménye a spái 1000 km-es, valamint a spái 24 órás verseny – utóbbi a GT1-es világbajnokság egyik futama is egyben.
A pálya nagyon gyors, amely karakterét azután is megtartotta, hogy az 1979-es átépítés alkalmával a hosszát 14 km-ről 7 km-re csökkentették. Nagy szintkülönbségeinek és hosszan elnyújtott, nagysebességű kanyarjainak köszönhetően van egyfajta természetes ritmusa. A környéknek saját mikroklímája van, így előfordulhat, hogy a pálya egyik részén zuhog az eső, a másik részén pedig süt a nap. Ezeknek a tulajdonságoknak köszönhetően nagyon népszerű, több pilóta kedvenc pályája, a versenyzők és a nézők is nagyon szeretik.
Érdekessége, hogy két célegyenessel és boxutcával rendelkezik. A Formula–1-es csapatok a La Source hajtűkanyar előttiben, a betétfutamok résztvevői pedig a régi, Eau Rouge előtti lejtős bokszutcában foglalnak helyet.
Körülbelül 84 ezer néző befogadására alkalmas.

## A pálya története

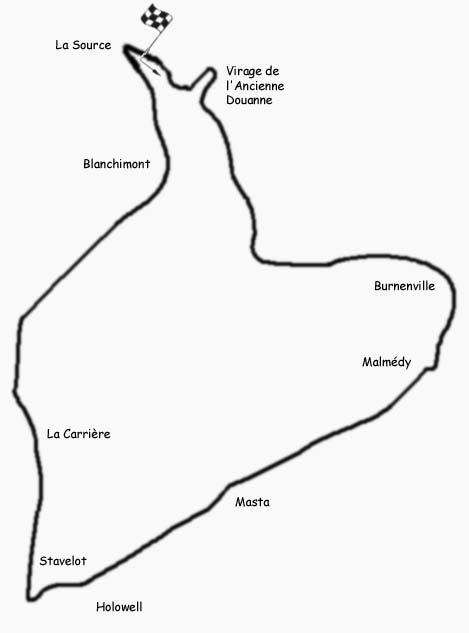
Az eredeti 15 km-es pálya vonalvezetése

### 1920-1946: A kezdetek
Az 1920-ban Jules de Thier és Henri Langlois Van Ophem által tervezett eredeti, háromszög alakú pálya vonalvezetését a Francorchamps, Malmédy és Stavelot falvakat összekötő közutak jelölték ki. Az első versenyre 1921 augusztusában került volna sor, ám az érdeklődés hiányában elmaradt. Végül egy bicikliversennyel avatták fel az új pályát, majd 1922-ben megrendezték az első motorversenyt, 1924-ben pedig az első spái 24 órás hosszútávú autóversenyt. 1925-ben futották az első belga nagydíjat.
A korabeli Spa-Francorchamps-i versenypályán már a kezdetektől fogva sokkal magasabb átlagsebességeket lehetett elérni, mint más európai pályákon, ami nagyon népszerűvé tette a helyszínt a versenyzők körében. A belgák büszkék voltak a gyors pályára, és az átlagsebességek további növelése érdekében módosították a pálya vonalvezetését. 1930-ban kiegyenesítették a Malmédy sikánt (jóllehet az új kanyart 1934 és 1947 között nem használták), 1939-ben pedig levágták az Ancienne Douane hajtűkanyart, és egy jóval meredekebb hajlattal, a Raidillonnal kötötték össze a domb aljában elhelyezkedő első kanyart, az Eau Rouge-t valamint a dombtetőn kígyózó Kemmel kanyarokat. Ezzel megszületett a világ egyik leghíresebb, ikonikus kanyarkombinációja. A pálya gyorsabbá tétele a háborút követően is folytatódott: 1947-ben végleg megszüntették a Malmédy sikánt, és egy új, döntött gyors jobbkanyarral kerülték ki Stavelot városát.

### 1947-1978: A klasszikus régi pálya
Az így létrejövő 14,1 km-es, ultragyors versenypálya vonalvezetése lényegében változatlan maradt a következő bő három évtizedben. A nagy sebességek azonban egyben rendkívül veszélyessé is tették a pályát. 1939-ben Richard Seaman a vizes pályán elveszítette uralmát az autója felett, és a fáknak csapódva halálos balesetet szenvedett a La Source hajtű előtti rövid egyenesre vezető Clubhouse kanyarban. 1960-ban Chris Bristow és Alan Stacey 15 perc különbséggel vesztette életét a pályán. A Formula–1-ben az 1960-as évek végén egyre nagyobb figyelmet kezdtek fordítani a biztonságra. A Spa-Francorchamps-i versenypályát túl veszélyesnek ítélték, ezért 1969-ben nem rendeztek belga nagydíjat. Az 1970-es versenyre a biztonság növelése érdekében szalagkorláttal vették körül a pályát, és más biztonsági intézkedéseket is foganatosítottak. Ennek ellenére a cirkusz az 1970-es években már nem tért vissza Spába. 1973-ban és 1975-ben halálos balesetek történtek a spái 24 órás autóversenyen is, és 1978-ra emellett már csupán egy motorversenyt rendeztek a pályán.

### 1979-1989: Az új pálya kialakulása

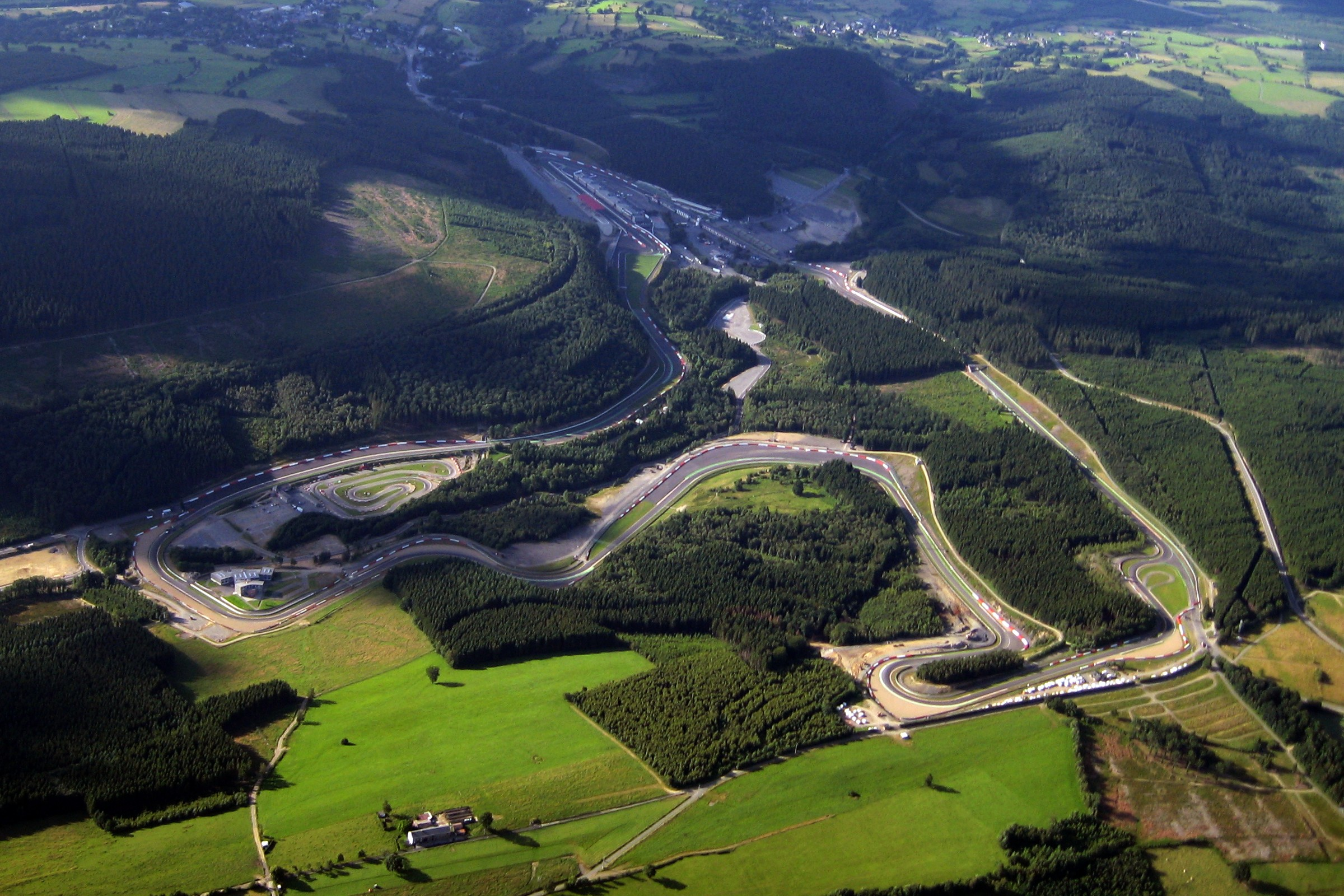
Az új 7 km-es pálya

1978-ban a belga autóklub nagyszabású építkezésekbe kezdett a helyszínen, a cél egy felújított, a korabeli követelményeknek megfelelő rövidebb és biztonságosabb versenypálya megépítése volt, amellyel Spa visszaszerezheti Formula–1-es versenyét. Ennek keretében a pálya hossza körülbelül a felére, 14 km-ről 7 km-re csökkent. A nyomvonal kiegyenesítette a Kemmel kanyarokat, és a Les Combes-nál hagyja el a régi pályát, hogy aztán a La Carriére nevű éles jobb törés után nem sokkal csatlakozzon hozzá ismét. Így megmaradt két ikonikus kanyar a régi pályából, a La Source és az Eau Rouge, miközben a gyorsaságra építő karakterisztikája sem veszett el: a háromból megmaradt két nagy egyenes egy-egy része alkotja a pálya nagyjából kétharmadát, és az új belső kanyarok is jellemzően ritmusos, gyors kanyarok. A széles új részeken modern szegélyköveket raktak le, nagyméretű bukótereket hoztak létre, a korabeli gyakorlatnak megfelelően sóderággyal és majomfogó hálókkal, állandó szalagkorlát és szervizút övezte a pálya szélét. A híd kiszélesítésével megnövelték a bukóteret az Eau Rouge-nál is. Az új pályát 1979-ben adták át, az átalakítás költségei 150 millió frank körül mozogtak.
1981-ben megépült a Buszmegálló sikán, amely egyrészt lecsökkentette a sebességeket a Clubhouse kanyarban, másrészt a közúti forgalom számára valóban buszmegállóként funkcionált. 1983-ban a Formula–1 végül visszatért Spába. Erre az alkalomra három további változtatást eszközöltek a pályán: az első és talán legfontosabb az új bokszutca megépítése volt, ami a La Source hajtű túloldalára, azaz imigyen vízszintes talajra került, ellentétben az Eau Rouge előtti lejtőn elhelyezkedő eredetivel. A régi boxépületeket is megtartották, amelyek a betétfutamok csapatait láthatták vendégül. Másodszor, átalakították magát az Eau Rouge-komplexumot: kiszélesítették a Raidillon belső ívét, ezáltal csökkentve mind az Eau Rouge, mind a Raidillon sugarát. A változtatás célja a Raidillon külső ívén található bukótér kialakítása volt (jóllehet a régi kanyar aszfaltját nem szedték fel, így a Raidillon egy nagyon széles kanyarrá vált), viszont a kisebb ívek miatt a kanyar sebessége is megnőtt. Harmadszor, fák kivágásával bukóteret alakítottak ki a La Source külső ívén is.
A pálya azonban így sem maradt mentes a tragédiáktól. Az 1985-ös spái 24 óráson a nagy német ígéret Stefan Bellof vesztette életét az Eau Rouge-ban egy ütközést követően.

### 1990-: Változások a '90-es években és napjainkban

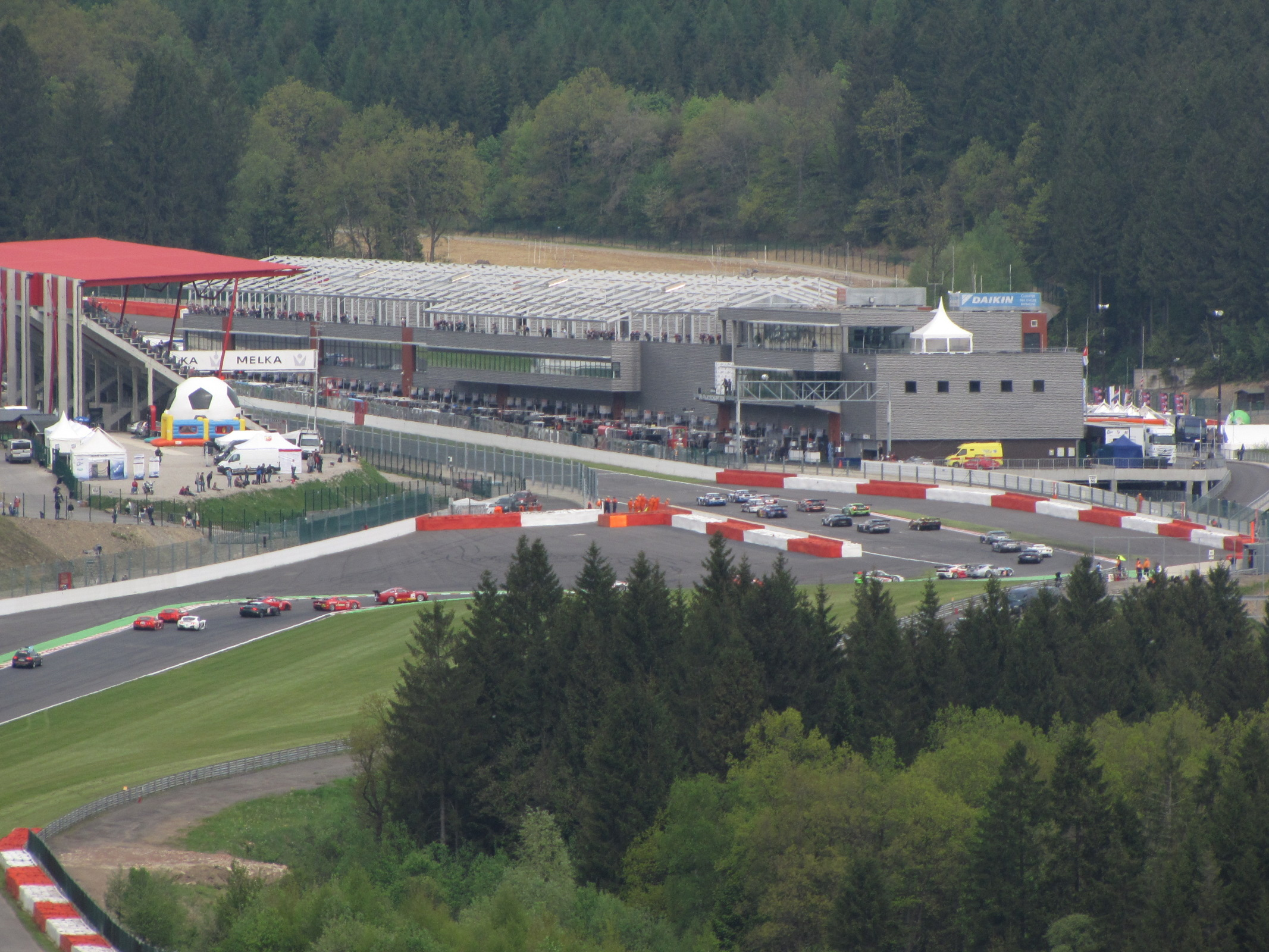
Az új Buszmegálló sikán, és az új paddock

1992-re végleg leaszfaltozták és a nyomvonal részévé tették a La Source mellett kialakított bukóteret.
Ayrton Senna és Roland Ratzenberger halála után 1994-ben több nagysebességű kanyart is sikánok kialakításával lassítottak le, beleértve az Eau Rouge-t is. A pálya La Source előtti bokszutcája új boxbejáratot is kapott. A Clubhouse helyett a boxutcát a versenyzők a Buszmegállóban egyenesen továbbhajtva közelíthették meg. A rákövetkező évben az Eau Rouge már ismét régi fényében csillogott, miközben a széles Raidillon külső részén kavicságyat alakítottak ki.
1997-ben a paddock bővítése céljából kicsit "kijjebb tolták" a La Source előtti egyenest.
2001-re a pályát végleg lezárták a közúti forgalom elől, 2002-ben pedig további átalakításokat hajtottak végre. Kiszélesítették a Buszmegálló sikán második felét, az Eau Rouge bukóterét, valamint leaszfaltozták és szintén kiszélesítették a Raidillon bukóterét. A régi bokszutca új kijáratot, az új pedig ismét új bejáratot kapott. A régi bokszutca kijáratát felvezették az Eau Rouge új bukóterén át, ami így a Kemmel egyenes elején csatlakozott újra a pályához. A Formula–1-es bokszutcába való behajtáskor pedig a versenyző ezek után a Buszmegálló második része előtt hagyta el a pályát.
A 2000-es évek elején ismét veszélybe került a Formula–1-es verseny Spában, ezúttal a dohányreklám-tilalom kérdése miatt. A belga hatóságok minél előbb be akarták vezetni az Európai Unióban csak később életbe lépő rendelkezést, mire Bernie Ecclestone, a Formula–1 "supremoja" azzal fenyegetőzött, hogy törli a versenyt a versenynaptárból. A rendelkezés bevezetését végül többször elhalasztották, így a 2001-es és 2002-es események megrendezésre kerülhettek. A 2003-as azonban nem, miután a törvényjavaslatot mégis elfogadta a belga parlament. Jóllehet, mivel látták, hogy Ecclestone fenyegetése valósággá vált, később visszavonták a törvényt, és rendezvény zöld utat kapott a következő évekre.
2004-ben ismét módosították a Buszmegálló sikánt, ami ezúttal új bejáratot kapott. A régi balkanyart eltolták jobbra, amihez egy új jobb hajlat vezetett.
2006-ban megint nem rendezték meg a belga nagydíjat, mivel a verseny szervezői csődöt jelentettek, és így nem készültek el a pályához és a paddockhoz kapcsolódó fejlesztések. Végül a belga kormányzat teremtette elő a szükséges forrásokat, ám a kivitelezést már nem lehetett befejezni a verseny idejére.
2007-re azonban igen, és az az évi eseményre a Blanchimont kijárata és a régi célegyenes közötti szakaszt az alapoktól kezdve újjáépítették. A Buszmegálló bal-jobb-jobb-bal-kanyarkombinációja helyett egy rövidebb, de élesebb jobb-bal-kanyarkombinációt építettek, ami a Clubhouse kanyar kiiktatásával közvetlenül a hosszabb célegyenesre vezet. A bokszutcába a balkanyarban egyenesen továbbhajtva lehet bejutni. Áthelyezték és leszűkítették a La Source hajtűt is, amelynek külső részén ismét bukóteret alakítottak ki, aszfaltborítással. A változtatások célja részben az volt, hogy a hajtűkanyart közrefogó két egyenes között egy nagyobb és modernebb paddockot hozzanak létre. Az építkezés körülbelül 19 millió euróba került.

## Híres kanyarok

### Eau Rouge

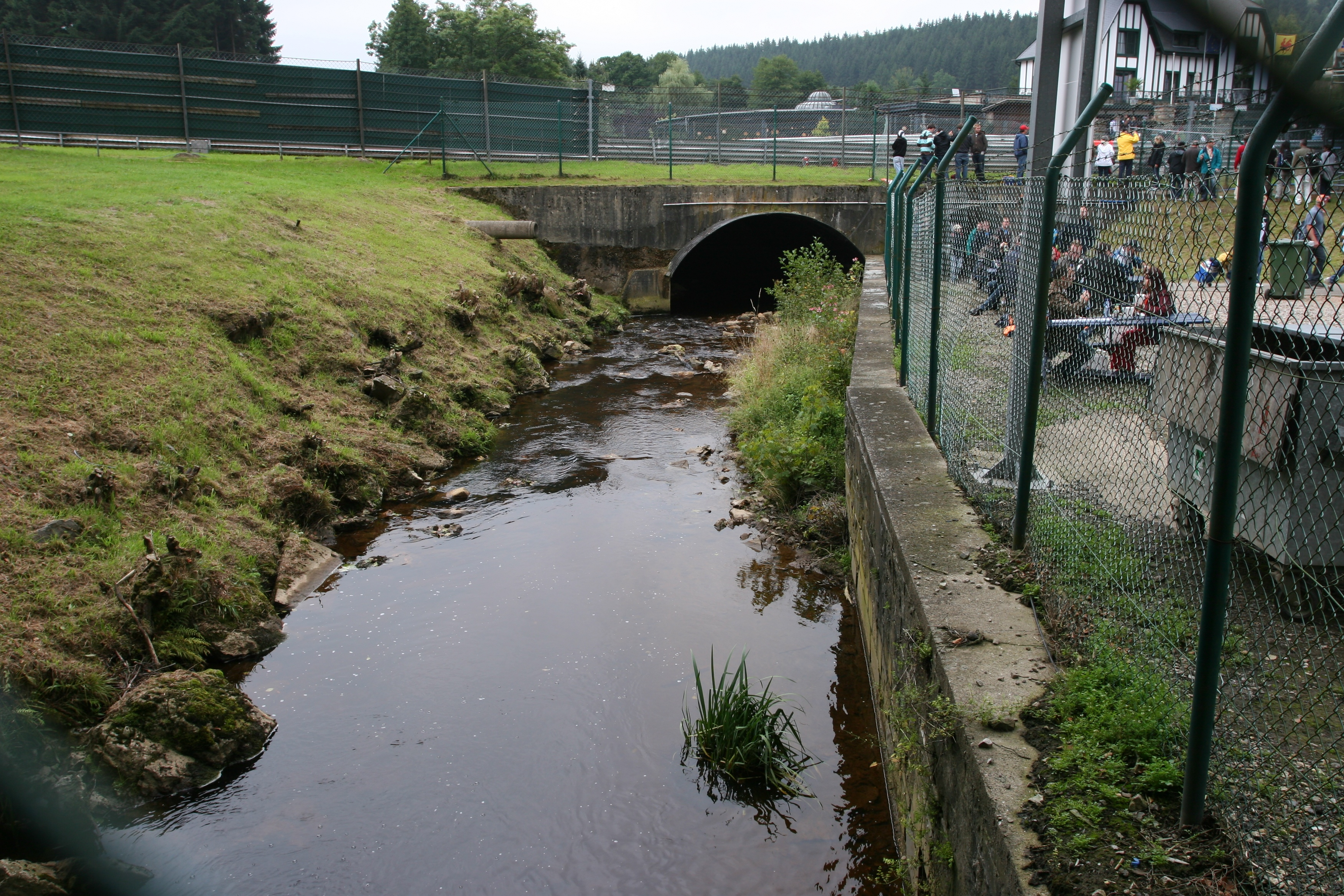
Az Eau Rouge-patak, amelyről a kanyar a nevét kapta

A világ egyik, ha nem a leghíresebb kanyarja az alatta csörgedező patakról kapta a nevét, amelynek vize a környékről a patak által kimosott kőzetek miatt vöröses árnyalatú - innen a név "Eau Rouge", azaz "vörös víz" franciául. Szigorú értelemben véve az Eau Rouge a lejtő aljában elhelyezkedő balkanyar, a hegynek felfelé vezető jobbos a Raidillon, avagy "meredek emelkedő", míg a hegytető éles balosának nincs neve.
Eredetileg az Eau Rouge egy nagyobb sugarú balkanyar volt, amely egy rövid szerpentinen keresztül vezetett el a névtelen balosig. A mai kombináció 1939-ben született meg, amikor az átlagsebességek növelése céljából levágták a szerpentin hajtűkanyarját, az Ancienne Douane-t (ahol 1920-ig egy német határállomás működött), és a Raidillon beiktatásával lerövidítették a pályát. 1983-ban kiszélesítették a Raidillon belső ívét, így a külső íven több hely maradt hibázásra. Ezzel csökkent a Raidillon sugara, tovább csökkent az Eau Rouge sugara, és az egész kanyarkombináció gyorsabbá vált. A környezetét érintő kisebb, vagy időszakos változtatások ellenére napjainkban is így néz ki.
A kombináció leggyorsabb bevételéhez érdemes a balkanyart minél jobbrább megkezdeni, és a lehető legkésőbbi kanyarcsúcspontot venni. A lassítást érdemes még a jobbos előtt befejezni, különben az ottani meredek emelkedőn való kanyarodáskor a nagy tempó mellett elindulhat az autó hátulja, ahogy az Jacques Villeneuve-vel és Ricardo Zontával történt 1999-ben. Tehát már a gázon állva a Raidillonban is érdemes késői csúcspontot venni, hogy az éles, beláthatatlan csúcspontú második balost minél szélesebb ívről lehessen kezdeni, és az abból való kigyorsításkor is minél előbb lehessen padlógázt nyomni. A jó kigyorsítás – amihez elengedhetetlen a jó kanyarvétel – nagyon fontos, mert az itt összeszedett sebességelőnyt, vagy -hátrányt a következő hosszú egyenesben végig viszi magával a versenyző. Ha kellően nagy az autó leszorítóereje, akkor be lehet venni padlógázon is - a Formula–1-ben száraz körülmények között már régóta padlógázas. Ha elegendő leszorítóerő van hozzá, akkor a fentiek helyett az autót érdemes úgy pozicionálni, hogy minél szűkebb íveket lehessen venni, ezáltal minimalizálva a megtett távot.

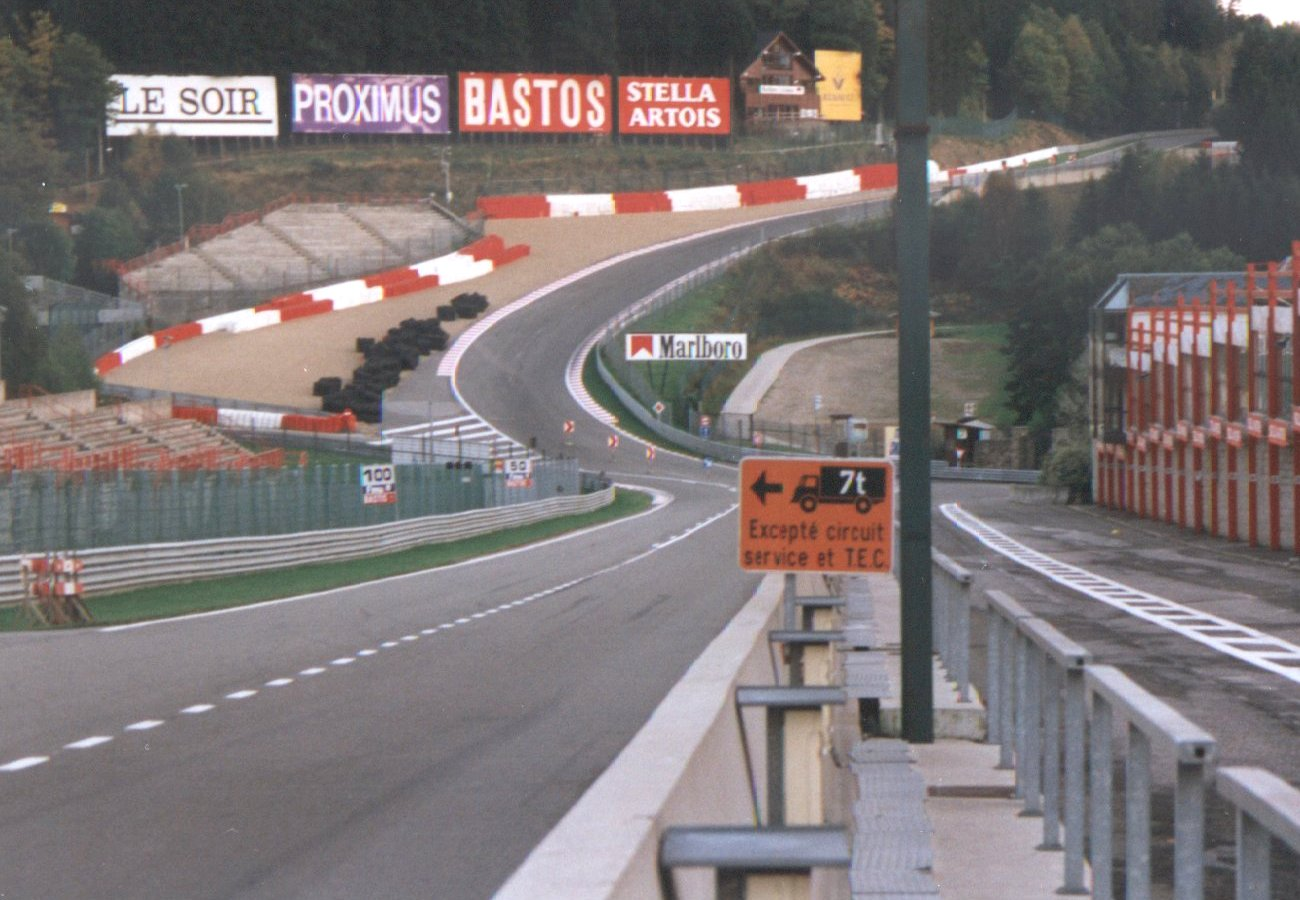
Az Eau Rouge 1997-ben

Az emelkedő meredeksége miatt a Formula–1-es autók alja a pálya többi részéhez ideális hasmagasság mellett odaverődik a talajhoz.  A versenyzők szokatlanul nagy oldalirányú és függőleges terhelést kapnak.
A kétszeres világbajnok Fernando Alonso így jellemezte az érzést: "A kanyart egy lejtőn közelíted meg, aminek az alján hirtelen irányt váltasz, aztán felfelé mész egy nagyon meredek emelkedőn. A pilótafülkéből nem látod a kijáratot, és ahogy átmész a dombtetőn, nem tudod, hogy hova fogsz érkezni. Ez egy kritikus fontosságú kanyar a mért körön és a versenyben is, mert egy hosszú, emelkedő egyenes követi, ahol sok időt veszíthetsz, ha előtte hibázol. De érzésre is nagyon fontos kanyar egy versenyzőnek. Minden körben különleges benyomást kelt, mert a testedben érzed a nyomást, ahogy átmész a domb alján. Nagyon furcsa érzés, de ugyanakkor nagyon szórakoztató is."
A kanyar - különösen mióta felgyorsult - nagyon veszélyes, több áldozatot is követelt az évek során. A fiatal német reménység, Stefan Bellof 1985-ben egy Porsche 956-os volánjánál a spái 1000 km-es versenyen, míg Guy Renard 1990-ben egy Toyota Corolla GT-t vezetve a spái 24 óráson szenvedett itt halálos balesetet. Villeneuve és Zonta mellett 1993-ban Alex Zanardi, 2001-ben pedig Mark Webber is hatalmasat bukott itt.

### Masta Kink
A Masta Kink a régi 14 km-es pálya egyik kanyarja volt, de közúton napjainkban is megközelíthető. Félúton helyezkedik el Malmédy és Stavelot városok között. Maga a kanyar egy enyhe, kissé lejtős bal-jobb törés.
Akárcsak az Eau Rouge-t ezt is egy hosszú egyenes követi, illetve előzi meg. Előbbi miatt ez is nagyon fontos volt a jó köridő szempontjából, míg az utóbbi miatt ezt is hatalmas tempóval vették be. A kanyart padlógázon, és végsebesség mellett az egyenes jobb oldaláról közelítették meg a versenyzők. A technika ezúttal is az volt, hogy a lassítást még a kanyarodás megkezdése előtt befejezték, majd késői kanyarcsúcspontot véve egy úgynevezett erőcsúsztatással "bedobták" az autót a balosba. A pályán ekkor elfoglalt pozíciótól függött, hogy a kanyar második részét milyen jól sikerült teljesíteni. Ideális esetben az autó a pálya középvonalától kicsit balrább érkezett, és a versenyzőnek volt egy-két tizedmásodperce a kormány kiegyenesítésével stabilizálni az autó hátulját, mielőtt erőcsúsztatás nélkül, vagy az előzőnél jóval kisebbel áthaladt a jobbkanyaron. Tökéletes vezetéssel a versenyzők éppen a jobbkanyar kijáratánál, a külső íven elhelyezkedő ház lépcsője elé néhány arasszal érkeztek meg, immár ismét padlógázon.
A nehézsége abban állt, mint a gyors kanyarkombinációké (például az Eau Rouge-é és a Mastáé) általában: a gyorsasága miatt nem volt lehetőség hibázni. Ha a versenyzők hibáztak a balosban és rosszul pozicionálták az autót a jobbos előtt, akkor az ott összeszedett hátrányt nem tudták ledolgozni sem a kanyar második részében, sem az utána következő egyenesben. Ha nagyobbat hibáztak a balosban, akkor pedig egy ponton túl lehetetlen volt a pályán tartani az autót a jobbosban, aminek többször nagy esés lett a vége.
1966-ban például Jackie Stewart bukott hatalmasat, aki ennek hatására az autóversenyek biztonságáért küzdők élharcosa lett. Az 1972-es spái 24 óráson Hans-Joachim Stuck az egyik versenyzőváltás alkalmával azt kiabálta társának, Jochen Massnak, hogy "vigyázzon, mert leszakadt darabok vannak a pályán a Mastánál". Mass letört autóalkatrészekre számított, és elszörnyedve látta, hogy valójában egy pályabíró szétszakadt testrészei borítják a pályát.
A gyorsan növekvő kanyarsebességek mellett a pálya túl veszélyesebbé vált a versenyzők és a nézők számára is, ezért 1979-re átépítették és biztonságosabbá tették. Az új 7 km-es pálya már elkerülte a Masta Kinket.

### Blanchimont
A Blanchimont egy éles bal törés a kör vége felé, amelynek a kijárata a Buszmegállóba vezet. A kanyar gyakorlatilag változatlan maradt a pálya megszületése óta, és része maradt az új 7 km-es vonalvezetésnek is.
Bevétele közel sem igényel akkora tudást és tehetséget, mint az Eau Rouge-é, vagy a Masta Kinké, hírnevét a veszélyessége adja. Korábban egyáltalán nem rendelkezett sem bukótérrel, sem szalagkorláttal, a kanyar külső ívét fák és egy emelkedő övezte. Később ez változott, de a bukótere továbbra is kisebb, mint amekkorát a sebessége megkövetelne, mögötte pedig egy 7-8 méteres szakadék található.
Az 1992-es belga nagydíj egyik pénteki szabadedzésén Eric Comas bukott nagyot. Az eset arról maradt emlékezetes, hogy a világbajnok Ayrton Senna megállt, hogy segítsen Comasnak, miközben az autók versenytempóval száguldottak ki a kanyarból. 1997-ben a Formula–3000 egyik versenyén Tom Kristensen hasonló módon ütközött, mint Comas, de az ő pályára visszacsúszó autóját még többen eltalálták, mielőtt teljesen megállt. 2001-ben Luciano Burti a megelőző egyenesben elveszítette az első szárnyát egy ütközésben, és autója irányíthatatlanul vágódott a gumifalba a Blanchimont-nál. Egyik versenyző sem szenvedett súlyos sérülést.

## Főbb események

### Belga nagydíj
A pálya egyik legrégebbi versenye a belga nagydíj. 1925-ben rendeztek meg először, és már megszületésekor, 1950-ben beletartozott a Versenyzők Világbajnokságába, amiből később a Formula–1-es világbajnokság kialakult. Itt rendezték meg a legtöbb belga nagydíjat, szám szerint 54-et a 66-ból. A verseny leginkább a régi 14 km-es pálya veszélyessége miatt került máshol megrendezésre 1971 és 1982 között. 1985 óta Spa az állandó versenyhelyszín a Formula–1 és betétfutamai számára.
A legtöbbször Michael Schumacher győzött Spában, hat alkalommal, őt a brazil Ayrton Senna követi öt győzelemmel, valamint a néhai Jim Clark négy sikerrel. Az utóbbi éveket a finn Kimi Räikkönen dominálta szintén négy diadallal, aki 2004 és 2009-es visszavonulása közötti hat évben egy kivételével az összes megrendezett futamot megnyerte - és a 2008-as eseményen is csak két körrel a vége előtt veszítette el a vezetést.
A Formula–1 általában fordulatos versenyeket produkál ezen a pályán, ilyen volt Michael Schumacher elsöprő győzelme az eső áztatta 1997-es nagydíjon, vagy Damon Hill váratlan sikere a még mostohább körülmények között zajló 1998-as versenyen. Mika Häkkinen itt hajtotta végre a Formula–1 egyik legnagyszerűbb előzését, amikor három körrel a 2000-es verseny vége előtt vette át a vezetést Michael Schumachertől, aki itt biztosította be abszolút rekordot jelentő hetedik világbajnoki címét 2004-ben.
A versenyt általában nyár végén, ősz elején rendezik.

### World Series by Renault
A World Series by Renault-sorozat csúcskategóriájának, a Formula-Renault-nak és alkategóriáinak versenye 2006 óta szerepel a versenynaptárban. A Formula–1 egyik legjobb felkészítőjének bizonyuló (korábban például Robert Kubicát is bajnokká avató) formula versenyeit általában tavasszal tartják.

### Spái 24 órás
A spái 24 órás verseny a pálya legrégebbi, ma is aktív sporteseménye: 1924-ben rendezték meg először. 1966 és 1973 között része volt az Európai Túraautó-bajnokságnak, 1953-ban és 1981-ben a Sportautó Világbajnokságnak, 2001 óta pedig utódjának, a GT- illetve napjainkban GT1-es és GT2-es világbajnokságnak. Az utolsó túraautó-versenyt 2000-ben tartották.
Érdekessége, hogy ez volt az első verseny, ahol egy női versenyző 24 órás versenyt tudott nyerni: 2004-ben a svájci Lilian Bryner egy Ferrari 550-est vezetve.
A futamot nyár közepén rendezik.

### Spái 1000 km-es
Az 1000 km-es futamot 1953-ban rendezték meg először, de csak 1966 után lett először 1000 km a tényleges versenytáv. 1963 után a Sportautó Világbajnokság egyik futama lett, de 1975 után biztonsági okokból nem rendezték meg többé a régi 14 km-es pályán. 1982-ben éledt újjá, de 1990 után megint nem került rá sor. 1999 óta ismét állandó szereplője a spái versenyévadnak, 2004 óta a Le Mans Series része.
A versenyt a legtöbbször a volt Formula–1-es versenyző, Jacky Ickx nyerte meg, szám szerint ötször (1967, 1968, 1974, 1982, 1983), és Derek Bell mellett ő az egyetlen, aki a régi 14 km-es és az új 7 km-es pályán is győzni tudott.
A futamot tavasszal rendezik.

### Egyéb versenyek
A spái versenyszezon kora tavasztól késő őszig tart, ezalatt számos más kategória is ellátogat a pályára; autó- és motorversenyeket egyaránt tartanak. Ilyenek például a spái 12 órás, a Porsche Szuperkupa, a 25 órás Volkswagen Fun Cup, vagy a két oldtimer-futam. Az 1980-as években Moto GP-futamokat is rendeztek a pályán.

## Nyílt napok

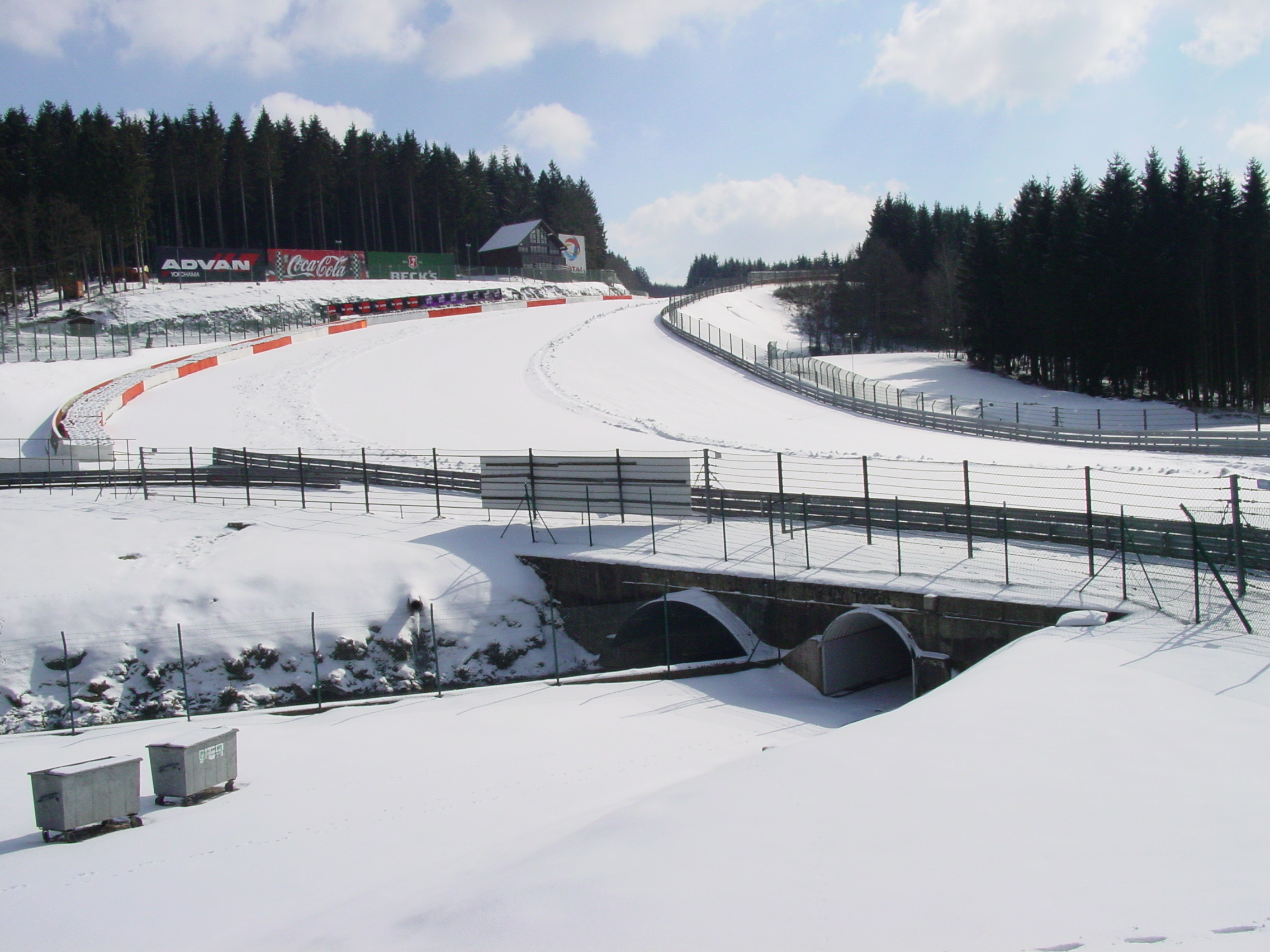
A pálya télen zárva tart

A pálya eredetileg ideiglenes versenypálya volt, és közutakat használt, amiket lezártak a versenyhétvégékre, de amelyek rendes közúti forgalmat bonyolítottak az év többi részében Francorchamps, Malmédy és Stavelot között. Így a pálya a közlekedési szabályok szokásos megkötéseitől eltekintve mindenféle korlátozástól mentesen bejárható volt közönséges utcai járművekkel is. Az Eau Rouge-ban a dél felé - a versenyek haladási irányában - haladó forgalom használhatta a híres emelkedőt, az észak felé tartók pedig a régi Ancienne Douane felé kerülhettek.
Ezen az állapoton az 1979-es átépítés sem változtatott, a pályát csak 2000-ben nyilvánították állandó versenypályának, ekkor zárták le a forgalom elől. Ez a lépés számos modernizációs beruházást tett lehetővé a pályán és környékén, ami a 2007-es újjáépítésekben csúcsosodott ki. Mindemellett a régi 14 km-es pálya maradéka, a Les Combes-tól elkezdve, a Masta Kinken át, egészen a La Carriére-ig többé-kevésbé változatlan nyomvonalon továbbra is bejárható utcai autóval is.
A versenyhétvégéken kívül a Spa-Francorchamps-i pálya napjainkban változatos egyéb programokat tart.
- Tesztnapok: minden évben van még néhány nap a versenyhétvégéken kívül, amikor a pályát hivatásos versenyzők és csapataik veszik birtokba versenyautóikkal, a korábban a Formula–1-ben is szokásos tesztnapokon. A tesztnapokon szigorú előírások vannak érvényben (például a FIA biztonsági előírásai, sebességhatárok stb.), és szigorú menetrend szerint léphetnek pályára a formaautók, a túraautók, a sportautók és más kategóriák indulói.
- Pályaismertető kurzusok: április és október között minden hónap minden második hétfőjén a Renault támogatásával úgynevezett pályaismertető kurzusokat tartanak, amelyek keretében a fizető vendéget Marc Duez viszi körbe a pályán két kör erejéig egy Renault Mégane-ban, mielőtt a látogató megtesz újabb két kört a saját járművével a biztonsági autó mögött.
- Nyilvános Vezetési Élmény: minden évben van néhány nyilvános nap, amelyeken megrendezik a Nyilvános Vezetési Élmény nevű programot az amatőrök számára. Ezek a napok a klasszikus nyílt napok menetrendje szerint zajlanak. A vendég vásárol egy belépőt egy adott időtartamra, amely alatt annyiszor megy körbe a pályán a saját járművével, ahányszor csak akar. A szigorú biztonsági, zajvédelmi és egyéb előírások természetesen ezeken a napokon is érvényben vannak.
- Csoportos túrák: a fentieken kívül minden esemény alatt jeggyel, vagy ingyenesen bejárható a pálya bizonyos területe (lelátók, szervizutak), illetve a látogató egy túra keretében megtekintheti a versenyirányítás központját, a sajtótermet, a kommentátorfülkéket, stb.

## A pálya számítógépes játékokban
Az évek során számos fejlesztő cég döntött úgy, hogy a tőle telhető legrészletesebben lemodellezi a versenypályát az aktuális szimulátorához. A következő videójátékok tartalmazzák a Spa-Francorchamps-i helyszín valamelyik vonalvezetését.
- Assetto Corsa[1]
- F1 2001
- F1 2002
- F1 2004
- F1 2005
- F1 2009
- F1 2010
- F1 2011
- F1 2012
- F1 2013
- F1 2014
- F1 2015
- F1 2016
- F1 2017
- F1 2018
- F1 Career Challenge
- Ferrari Challenge Trofeo Pirelli
- Ferrari Grand Prix Challenge
- Formula One World Championship: Beyond the Limit
- Grand Prix
- Grand Prix 2
- Grand Prix 3
- Grand Prix 3 Season 2000
- Grand Prix 4
- Grand Prix Challenge
- Grand Prix Legends
- GRID 2 (DLC)[2]
- GRID Autosport[3]
- GT Legends[4]
- GTR 2: FIA GT Racing Game
- iRacing[5]
- Michael Andretti's World GP
- Need for Speed: Shift
- Race Driver: Grid[6]
- rFactor
- Shift 2: Unleashed[7]
- Super Monaco GP
- TOCA Race Driver 3[8]
- Gran Turismo 7

## Régi vonalvezetések

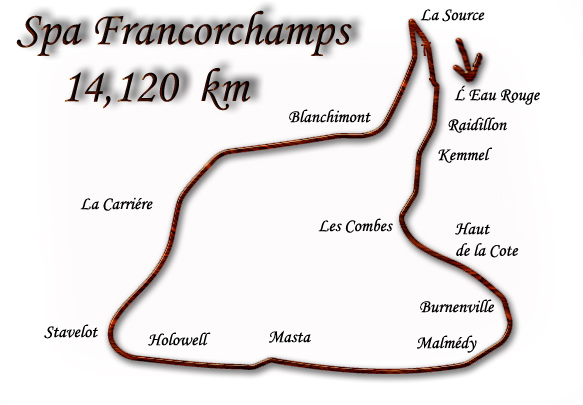
1947-1978: a klasszikus 14,1 km-es pálya a Malmédy sikán kiiktatása és a Stavelot-t elkerülő új, döndött kanyar beiktatása után.
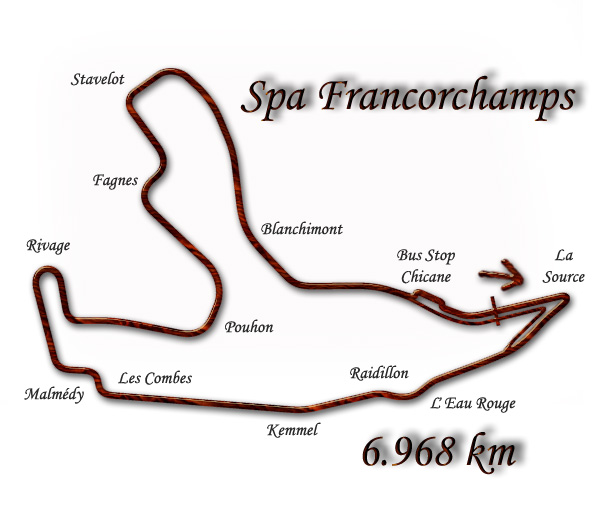
1995-1996: az Eau Rouge visszaállítása után.
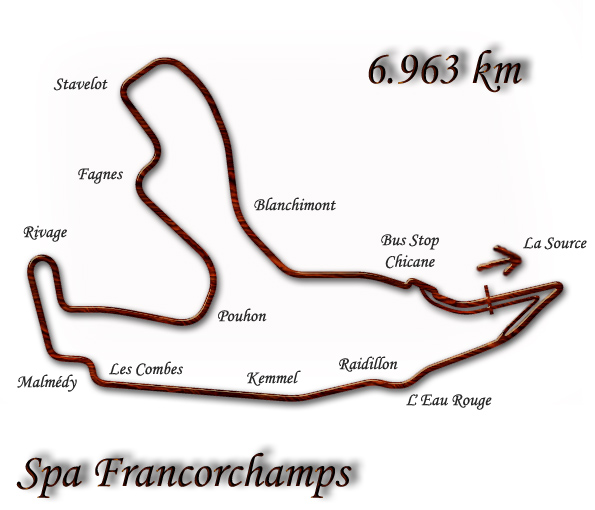
2002-2003: a Buszmegálló második részének módosítása után, valamint a bokszutca új bejáratával.
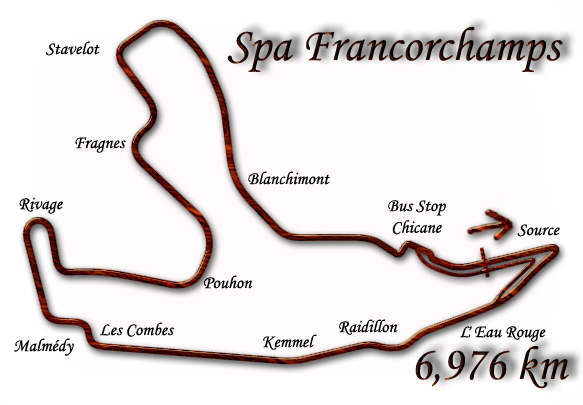
2004-2006: a Buszmegálló első részének módosítása után.
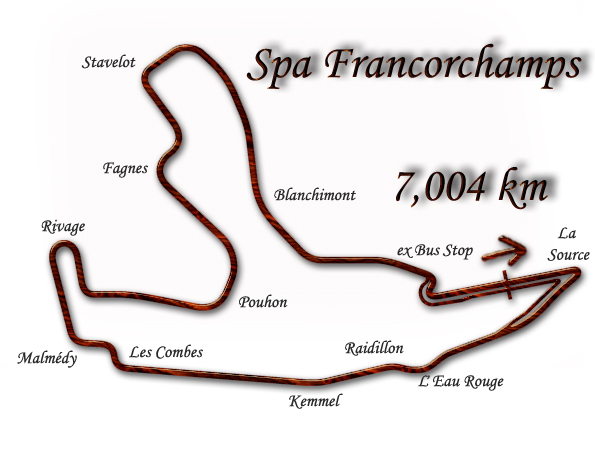
2007-: újjáépített részekkel a Blanchimont kijárata és a régi célegyenes között.

## Lásd még
- belga nagydíj
- Spái 24 órás autóverseny